# 米歇尔·翁弗雷
米歇尔·翁弗雷（法語：Michel Onfray，發音：[miʃɛl ɔ̃fʁɛ]；1959年1月1日—），當代法國哲學家，奉行感質主義，無神論和無政府主義。他是一個多產的作家，寫過超過50本哲學書。其思想很大的啟發於法國後現代唯物主義哲學家巴塔耶之著作中。

## 資料
- （法文） Official home page （页面存档备份，存于）
- （法文） Blog about Onfray （页面存档备份，存于）
- Profile of Michel Onfray in New Humanist magazine, July/August 2007 （页面存档备份，存于）